# Natacha Rigobert
Natacha Rigobert (* 7. Oktober 1980 in Curepipe) ist eine mauritische Beachvolleyballspielerin.

## Karriere
Rigobert kam im Alter von zwanzig Jahren aus Mauritius nach Frankreich, um an der Universität Nizza zu studieren. Sie spielte als Hallen-Volleyballerin beim Racing Club de Villebon 91. 1997 nahm sie an der Club-Weltmeisterschaft der Junioren in Polen teil. Als Rigobert 2008 ihren Urlaub in der Heimat verbrachte, berichtete die Volleyballerin Marjorie Nadal ihr von einem Angebot, mit Elodie Li Yuk Lo Beachvolleyball zu spielen. Daraufhin trafen sich Rigobert und Li Yuk Lo in Frankreich und vereinbarten, zukünftig als Duo im Sand anzutreten. Ihren ersten internationalen Auftritt hatten sie im gleichen Jahr bei den Kristiansand Open. 2009 absolvierten sie ihren ersten Grand Slam in Klagenfurt und spielten beim Open-Turnier in Stare Jabłonki. Nach einigen weiteren Turnieren 2010 traten sie 2011 bei der Weltmeisterschaft in Rom an, wo ihnen allerdings kein Satzgewinn gelang. 2012 spielten sie fünf Grand Slams. Beim Continental Cup der CAVB qualifizierten sie sich für die Olympischen Spiele in London. Dort trafen sie in der Vorrunde unter anderem auf die deutschen Teilnehmer Katrin Holtwick und Ilka Semmler. Rigobert trug zuvor bei der Eröffnungsfeier die Fahne für die mauritische Delegation.